# Oxytropis glabrata
Oxytropis glabrata là một loài thực vật có hoa trong họ Đậu. Loài này được (Hook.) A. Nelson miêu tả khoa học đầu tiên năm 1926.